# アンドロニコス2世パレオロゴス
アンドロニコス2世パレオロゴス（ギリシア語：Ανδρόνικος Β' Παλαιολόγος （Andronikos II Palaiologos）、1259年3月25日 - 1332年2月13日）は、東ローマ帝国パレオロゴス王朝の第2代皇帝（在位：1282年 - 1328年）。同王朝初代皇帝ミカエル8世パレオロゴスの長男。

## 生涯
高い教養を持つ文人皇帝として学芸の振興に尽力し、後に「パレオロゴス朝ルネサンス」と呼ばれるビザンティン文化最後の興隆期を現出した。また父帝の教会合同政策を改めて正教会と国家の関係を修復し、その治世の下でアトス山の修道院活動は一つの盛期を迎えた。しかし為政者としての能力は乏しく、父ミカエル8世が再建した東ローマ帝国は彼の治世で早くも衰退に向かい始めた。
西欧側に対しては、父ミカエルの創設した海軍が衰微するのを長年にわたって放置したため、ヴェネツィア共和国やジェノヴァ共和国といった、当時の地中海の海洋国家との競争に打ち勝つことができなくなった。
オスマン帝国がオスマン1世の元でビチュニアのほぼ全域を征服すると、アンドロニコスはこれに対抗するため、カタルーニャの探検家ロジェ・ド・フロール（出自はドイツ人）の助力を仰いだ。彼の指揮の元にカタルーニャ人と、アルモガバルスとして有名なアラゴン人の混成傭兵が動員され、オスマン軍を破った。しかし今度は、ロジェがアンドロニコスにとっての脅威となったため、1305年に、アンドロニコスの長男ミカエルやその支持者が暗殺した。残されたロジェの傭兵軍団は、トラキアとマケドニアを荒らし回り、アテネ公領とティーヴァを征服した。
アンドロニコス2世は孫のアンドロニコスの素行の悪さに立腹し、その帝位継承権を剥奪したが、これに反発したアンドロニコスは1320年に反乱を起こした。内乱は途中で講和をはさみつつ7年続いたが、最終的には孫のアンドロニコスが勝利。アンドロニコス2世は1328年に廃位された。1330年に修道士アントニオス（Αντώνιος）として隠棲を余儀なくされ、1332年に没した。傭兵部隊の乱暴狼藉と、帝位をめぐる内乱によって既に弱体化していた東ローマ帝国の衰退は決定的なものになってしまった。

## 家族
1274年に結婚したハンガリー王イシュトヴァーン5世の王女アンナ（1281年没）との間には二男が生まれた。
- 長男：ミカエル9世パレオロゴス（1277年 - 1320年） - 東ローマ皇帝（1294年 - 1320年）
- 次男：コンスタンティノス（1281年頃 - 1334年） - 専制公

アンナ没後の1284年にモンフェッラート侯グリエルモ7世の娘ヴィオランテ・ディ・モンフェラート（ギリシア語名：エイレーネー）と再婚し、三男一女をもうけた。
- 三男：ヨハネス（1286年 - 1308年） - 専制公
- 四男：テオドロス（テオドロ1世）（1291年 - 1338年） - 母方の叔父の跡を継いでモンフェッラート侯となる。子孫は1533年までモンフェッラート侯国を支配。
- 長女：シモニス（1294年 - 1336年） - セルビア王ステファン・ウロシュ2世ミルティンと結婚
- 五男：ディミトリオス（1295年 - 1343年以降） - 専制公

このほかに、少なくとも2人の庶子がいた。
- エイレーネー - テッサリア専制公ヨハネス2世ドゥーカスと結婚
- マリア - ジョチ・ウルスのトクタ・ハーンと結婚